# Megumi Seki
Megumi Seki (関めぐみ Seki Megumi?) (Prefectura de Kanagawa, 8 de septiembre de 1985) es una actriz japonesa.

## Dramas
- Trace: Kasouken no Otoko (Fuji TV, 2019, ep 2)
- Suits (2018)
- El patito feo que surcó los cielos (Netflix, 2018)
- Miss Devil: Jinji no Akuma Tsubaki Mako (NTV / 2018) (ep.9)
- Final Cut (Fuji TV-KTV / 2018) (ep.3)
- Bye Bye, Blackbird (WOWOW, 2018, ep5)
- Gifu Need You (Nagoya TV / 2017)
- Hito wa Mitame ga 100 Percent (Fuji TV / 2017)
- Higanbana (NTV / 2016) - Chizuru Hasemura (ep.1)
- Death Note (2015) (NTV / 2015) - Akiko Himura
- ST MPD Scientific Investigation Squad (NTV / 2014) (ep.7)
- The Fortune Telling Shop, Onmyoya (Fuji TV-KTV / 2013) (ep.4)
- Dinner (Fuji TV / 2013) - Hazuki Muto
- Aibou 11 (TV Asahi / 2012-2013) (ep.17)
- Higashino Keigo Mysteries (Fuji TV, 2012, Historia 2)
- Kagi no Kakatta Heya (Fuji TV, 2012, ep5)
- Piece Vote (NTV, 2011)
- Yotsuba Jinja Ura Kagyo Shitsuren Hoken~Kokuraseya (YTV, 2011, ep5)
- Sunao ni Narenakute (Fuji TV, 2010)
- Aiba Monogatari (Fuji TV, 2008)
- Flight Panic (Fuji TV, 2007)
- LIFE (Fuji TV, 2007)
- Seishun Energy Mo Hitotsu no Sugar & Spice (Fuji TV, 2006)
- Ganbatte Ikimasshoi (KTV, 2005)

## Películas
- Seventeen, Hokuto Summer (2017)
- A Cup of Life (2015)
- Sword Of Desperation (2010)
- Liar Game: The Final Stage (2010)
- Dragon Ball Evolution (2009)
- Twilight Syndrome: Dead Cruise (2008)
- Curling Love (2007)
- Negative Happy Chainsaw Edge (2007)
- Mirai Yosouzu (2007)
- Houtai Club / Bandage Club (2007)
- Ahiru Kamo no Coin Locker (2007)
- Suteki na Yoru, Boku ni Kudasai (2007)
- Warau Michael (2006)
- Hachimitsu to Clover (2006)
- 8 gatsu no Kurisumasu (2005)
- Koi wa Go Shichi Go! (2005)

## Videos musicales
- Makihara Noriyuki - «Kimi no Ushiro Sugata» (2008)
- Orange Range - «Shiawase Neiro» (2008)
- GReeeeN - «Be Free» (2008)
- KREVA - «Issai Gassai» (2005)
- Masayoshi Yamazaki - «8 Tsuki No Kurisumasu» (2005)